# Magnificent Seven (ginnastica)
Magnificent Seven (in inglese: «le magnifiche sette») è il soprannome dato nel 1996 alla squadra della nazionale di ginnastica artistica femminile degli Stati Uniti d'America che partecipava alle Olimpiadi di Atlanta e che vinse per la prima volta la medaglia d'oro olimpica per gli Stati Uniti nella competizione a squadre.
Le sette ginnaste della squadra erano Shannon Miller, Dominique Moceanu, Dominique Dawes, Kerri Strug, Amy Chow, Amanda Borden e Jaycie Phelps. Miller, Dawes e Chow vinsero anche medaglie individuali in quell'edizione delle Olimpiadi.
Le immagini simbolo, e più note, di quella squadra sono forse quelle della Strug che atterrava infortunata al volteggio, o mentre veniva trasportata vittoriosa dal podio in braccio all'allenatore.

## La squadra
Dominique Moceanu, per una frattura da stress alla tibia destra, e Shannon Miller, per una tendinite al gomito sinistro, non gareggiarono ai Trials di qualificazione alle Olimpiadi del 27-30 giugno 1996 a Boston, vinti da Dominique Dawes: parteciparono però virtualmente, chiedendo ai coordinatori di poter inserire nella classifica i loro punteggi ai Campionati Nazionali del 1996, e potere così entrare nella squadra se i loro punteggi fossero stati tra i primi sette.
Shannon Miller è stata spesso indicata come la leader della squadra, essendo la ginnasta di maggior successo della storia statunitense e l'unica della squadra a vincere un oro individuale ad Atlanta.
Le altre due "star" della squadra erano Dominique Dawes, vincitrice di tutti gli ori delle competizioni dei Campionati Nazionali del 1994, e Dominique Moceanu, che era stata campionessa nazionale nel 1995 e che prima delle Olimpiadi aveva la maggiore visibilità mediatica tra tutte.
Kerri Strug, compagna di palestra della Moceanu, divenne famosa durante i giochi e apparve come un'eroina agli occhi dell'America dopo aver eseguito con successo il salto della vittoria al volteggio, seppur con una caviglia infortunata.
Parte integrante del successo della squadra, anche se non altrettanto conosciute, furono Amy Chow, che ad Atlanta conquistò l'argento alle parallele e apprezzata per le sue alte difficoltà su tutti gli attrezzi, Jaycie Phelps, conosciuta per la sua precisione e costanza, ed Amanda Borden, capitano della squadra e con uno stile simile a quello della compagna di palestra Phelps.

## La finale olimpica
| Ginnasta          | Volteggio | Volteggio | Volteggio |  | Parallele | Parallele | Parallele |  | Trave  | Trave  | Trave  |  | Corpo libero | Corpo libero | Corpo libero |  | Totale  | Piazzamento |
| Ginnasta          | Obb.      | Opz.      | Piazz.    |  | Obb.      | Opz.      | Piazz.    |  | Obb.   | Opz.   | Piazz. |  | Obb.         | Opz.         | Piazz.       |  | Totale  | Piazzamento |
| ----------------- | --------- | --------- | --------- |  | --------- | --------- | --------- |  | ------ | ------ | ------ |  | ------------ | ------------ | ------------ |  | ------- | ----------- |
| Shannon Miller    | 9,762     | 9,700     | 10ª       |  | 9,775     | 9,787     | 9ª        |  | 9,737  | 9,862  | 1ª     |  | 9,787        | 9,618        | 18ª          |  | 78,028  | 2ª          |
| Dominique Dawes   | 9,725     | 9,762     | 8ª        |  | 9,762     | 9,850     | 5ª        |  | 9,425  | 9,725  | 11ª    |  | 9,687        | 9,850        | 7ª           |  | 77,786  | 6ª          |
| Kerri Strug       | 9,812     | 9,712     | 5ª        |  | 9,675     | 9,787     | 14ª       |  | 9,350  | 9,737  | 15ª    |  | 9,825        | 9,837        | 1ª           |  | 77,735  | 7ª          |
| Dominique Moceanu | 9,662     | 9,200     | 48ª       |  | 9,725     | 9,812     | 11ª       |  | 9,687  | 9,850  | 2ª     |  | 9,750        | 9,837        | 4ª           |  | 77,523  | 11ª         |
| Jaycie Phelps     | 9,587     | 9,662     | 21ª       |  | 9,712     | 9,787     | 13ª       |  | 9,012  | 9,600  | 38ª    |  | 9,662        | 9,750        | 15ª          |  | 76,722  | 17ª         |
| Amy Chow          | 9,700     | 9,712     | 11ª       |  | 9,762     | 9,837     | 6ª        |  | -      | -      | -      |  | -            | -            | -            |  | 39,011  | 95ª         |
| Amanda Borden     | -         | -         | -         |  | -         | -         | -         |  | 9,312  | 9,725  | 19ª    |  | 9,712        | 9,762        | 10ª          |  | 38,511  | 97ª         |
| Stati Uniti       | 97,209    | 97,209    | 2º        |  | 97,809    | 97,809    | 1º        |  | 96,410 | 96,410 | 2º     |  | 97,797       | 97,797       | 1º           |  | 389,225 | 389,225     |

### Prima parte della gara: esercizi obbligatori
Questa competizione si tenne il 21 luglio, e gli USA gareggiarono, dalle 15.00 alle 16.40, nella terza sessione.
Fino al 1996 (sarebbero stati aboliti l'anno seguente) gli esercizi obbligatori furono parte integrante di molte gare importanti; la parte obbligatoria era costituita dagli stessi esercizi per tutte le ginnaste che prendevano parte alla gara, perfino con la stessa coreografia a trave e a corpo libero (con la stessa musica di accompagnamento per tutte), decisi dai responsabili del codice dei punteggi. Gli elementi non erano molto difficili, ma l'esecuzione veniva valutata molto severamente: per questo punteggi insoddisfacenti erano più frequenti in questa parte della gara che non in quella successiva.
Il format di gara in vigore allora era il 7-6-5 (7 ginnaste nella squadra, 6 potevano gareggiare, 5 punteggi venivano contati e il più basso veniva contato solo in ambito individuale dalla ginnasta). Le all-arounder della squadra erano Dawes, Miller, Moceanu, Strug e Phelps; Chow avrebbe gareggiato solo a volteggio e parallele e Borden solo a trave e corpo libero.
Alle parallele, il primo attrezzo, le performance furono tutte buone. Il punteggio più alto fu della Miller (9,775) e fu scartato il punteggio della Strug (9,675). Le prime performance alla trave non furono altrettanto buone: Strug, Borden, Dawes, e Phelps (9,012 a causa di una caduta, il punteggio fu scartato) commisero visibili errori. La Moceanu e la Miller (9,737, punteggio obbligatorio più alto di tutta la gara alla trave) eseguirono però buoni esercizi.
La gara si concluse con due buone rotazioni al corpo libero e al volteggio, dove i punteggi più alti e bassi furono, su entrambi gli attrezzi, rispettivamente, quelli della Strug e della Phelps. Alla fine della giornata gli USA si trovarono al secondo posto dietro alla Russia, che li avrebbe sorpassati nella sessione successiva.

### Seconda parte della gara: esercizi opzionali
Gli USA gareggiarono nell'ultima sessione degli opzionali, che comprendeva le prime quattro squadre della classifica al termine degli esercizi obbligatori: Russia, Stati Uniti, Romania e Ucraina (che aveva superato la Cina dopo una gara obbligatoria inaspettatamente disastrosa da parte di quest'ultima squadra).
I punteggi degli esercizi obbligatori, combinati a quelli degli esercizi opzionali, avrebbero determinato non solo i piazzamenti a squadre ma anche le ginnaste che si sarebbero qualificate alle finali individuali.
La squadra statunitense iniziò la gara alle parallele asimmetriche: il punteggio più alto fu il 9,850 di Dominique Dawes, i punteggi più bassi furono i 9,787 ottenuti da Jaycie Phelps, Shannon Miller e Kerri Strug; alla fine fu scartato il punteggio della Miller.
Alla trave, la performance della squadra fu migliore rispetto alla fase precedente di gara; come durante gli esercizi obbligatori, il punteggio più alto fu quello della Miller (9,862) e il più basso quello della Phelps (9,600).
La folla fu di grande supporto verso la squadra di casa, ma non altrettanto d'aiuto alle atlete straniere: durante gli esercizi delle atlete statunitensi, varie volte gli applausi furono così forti da non consentire alle ginnaste rivali di sentire la propria musica per il corpo libero; questo successe, tra le altre, a Lavinia Miloșovici, che gareggiava nella finale a squadre in contemporanea con la Dawes, e a Rozalia Galiyeva che, sempre nella finale a squadre, gareggiava nel momento in cui fu annunciato il punteggio del famoso volteggio della Strug, e che durante l'all-around gareggiava in contemporanea con la Miller. Le delegazioni straniere si lamentarono di tale rumore.
Durante la terza rotazione, al corpo libero, il punteggio più alto fu il 9,850 della Dawes e il più basso il 9,618 della Miller.
Durante l'ultima rotazione della gara, al volteggio, le prime quattro atlete statunitensi ottennero buoni punteggi.
In quel periodo, le regole del volteggio in quasi tutte le gare consentivano alla ginnasta di eseguire due evoluzioni (fatta eccezione per le finali all-around e la finale ad attrezzo, nelle quali il punteggio era la media delle valutazioni di entrambi i salti), contando solo quella con il punteggio migliore.
La penultima ginnasta a saltare fu Dominique Moceanu, che per assicurare l'oro alla squadra avrebbe dovuto ottenere un punteggio superiore a 9,430 in almeno un volteggio, ma cadde in entrambi a causa della severa sotto-rotazione: il migliore dei due fu 9,200.
L'ultima delle ginnaste ad eseguire i suoi salti, Kerri Strug, cadde tentando di eseguire lo stesso salto della compagna che la precedeva; aveva comunque un'altra possibilità di ottenere il punteggio necessario, ma durante il primo salto si era infortunata alla caviglia.
Nonostante il dolore, la Strug eseguì il secondo salto, ed ottenne un punteggio di 9,712, sufficiente alla squadra per battere Russia e Romania, e vincere il primo oro a squadre statunitense in un'Olimpiade non boicottata (la squadra maschile era riuscita a conquistarlo ai Giochi di Los Angeles, in cui mancava la delegazione sovietica).
Le "magnifiche sette", e soprattutto Kerri Strug, vennero in seguito viste come eroine dal pubblico americano, e la popolarità della ginnastica crebbe smisuratamente; ci furono però anche critiche verso Béla Károlyi, che aveva incoraggiato la Strug ad eseguire il suo secondo volteggio apparentemente senza prenderne in considerazione la condizione fisica.

## Finali individuali

### All-Around
Alla finale individuale generale parteciparono Shannon Miller, Dominique Dawes, e Dominique Moceanu, che sostituiva Kerri Strug: la condizione fisica di quest'ultima era infatti troppo critica per partecipare alla gara.
Durante la prima rotazione, un 9,600 alla trave a causa di qualche sbilanciamento penalizzò la Moceanu dal primo momento. Pur essendo stato un numero superiore alla media, non bastava per andare a medaglia sotto quel sistema di punteggio. Al contrario, la Miller e la Dawes iniziarono molto meglio, con un 9,750 e un 9,812 rispettivamente. Alla fine della rotazione, il piazzamento americano migliore era quello della Dawes, seconda dietro la russa Galiyeva.
Nella seconda rotazione i punteggi a trave della Dawes (9,825) e della Miller (9,862) le portarono ad essere prima e seconda (a pari merito con la russa Kotchetkova) rispettivamente. La Moceanu uscì dalla pedana al corpo libero e nonostante l'approvazione della folla grazie anche alla sua musica del corpo libero ("The Devil Went Down To Georgia") alquanto patriottica, il suo 9,687 fu di nuovo troppo basso per gli standard della giornata.
Durante la terza rotazione le performance disastrose della Dawes (9,000 con caduta su una diagonale combinata, il che significava che avrebbe perso importanti punti bonus) e della Miller (9,475 con uscita dalla pedana nell'ultima diagonale e arrivo troppo impreciso nella prima) al corpo libero le relegarono a piazzamenti di media classifica che sarebbe stato matematicamente impossibile recuperare. La Moceanu al contrario guadagnò un 9,706 per due buoni volteggi.
Nell'ultima rotazione la Moceanu guadagnò il punteggio migliore della sua giornata, ironicamente sul suo attrezzo peggiore, le parallele (9,762), piazzandosi così nona. La Dawes non riuscì a riprendersi dallo shock della caduta al corpo libero e la media dei suoi due salti al volteggio fu un 9.681 che l'"aiutò" a piazzarsi diciassettesima e ultima tra le americane. La prima statunitense in classifica fu la Miller che si piazzò ottava grazie a un 9.724 al volteggio.
Le medaglie andarono a Lilija Podkopajeva dell'Ucraina che diventava così l'unica altra ginnasta della storia, con Ljudmila Turiščeva, ad essere contemporaneamente campionessa continentale, mondiale ed olimpica nell'all-around, a Gina Gogean della Romania e a Simona Amânar, anche lei rumena, che vinse il bronzo a pari merito con la compagna di squadra Lavinia Miloșovici.

### Finali ad attrezzo: prima giornata
La finale ad attrezzo al volteggio, per la quale si erano qualificate Kerri Strug (sostituita da Shannon Miller) e Dominique Dawes non si rivelò un successo. La Dawes si piazzò sesta a causa di arrivi imprecisi (media dei volteggi 9,649) e la Miller si piazzò ottava e ultima (9,350) a causa di una caduta provocata da un errore tecnico sul secondo volteggio. La finale venne vinta dalla rumena Simona Amânar che batté la cinese Mo Huilan e la connazionale Gina Gogean.
Nella finale delle parallele le cose andarono meglio: con un punteggio di 9,837 Amy Chow vinse l'argento alle parallele a pari merito con la cinese Bi Wenjing: le due furono battute solo dal 9,850 di Svetlana Chorkina. Il punteggio di 9,800 di Dominique Dawes la relegò al quarto posto.

### Finali ad attrezzo: seconda giornata
Alla finale della trave parteciparono Shannon Miller e Dominique Moceanu. La Moceanu cadde durante una serie acrobatica e si piazzò sesta (9,125), avendo perso preziosi bonus di connessione ma soprattutto spaventando gli spettatori in quanto il suo piede scivolò dalla trave durante uno degli elementi costituenti la serie, il che la portò a sbattere la testa sull'attrezzo. La Miller al contrario vinse la finale con 9,862 battendo il 9,825 di Lilija Podkopajeva e il 9,787 di Gina Gogean e diventando così la prima donna americana a vincere l'oro alla trave ai Giochi Olimpici.
Durante la finale al corpo libero, Dominique Dawes riuscì finalmente a vincere la medaglia olimpica individuale che tutti si aspettavano da lei: un 9,837 bastò per vincere il bronzo dietro ai 9,887 e 9,850 di Podkopayeva e Amanar, rispettivamente. La Dawes entrava nella finale come sostituta della compagna di squadra Strug, ormai famosa in tutta America per il suo volteggio nella gara opzionale che però le tolse ogni chance di gloria individuale (si era qualificata prima al corpo libero). Il 9,825 della Moceanu bastò solo per il quarto posto.

## Post Atlanta
La squadra apparve sulla scatola dei cereali Wheaties, onore che veniva e viene concesso solo ai più grandi personaggi della storia olimpica statunitense.
La vittoria della squadra diede molta visibilità alla ginnastica: una gara/esibizione chiamata USA vs The World venne trasmessa su Fox, le ginnaste apparvero in molti talk show e presero parte a tour post-olimpici.
Nel 2008 la squadra venne indotta nella United States Olympic Hall Of Fame e nel 2012 il volteggio di Kerri Strug durante gli esercizi obbligatori venne nominato il primo di 30 grandi momenti olimpici per l'America.